# Skrea källa
Skrea Källa är en källa utanför Falkenberg. En del av Vichy Nouveaus mineralvatten brukade komma därifrån.